# Don Coyote e Sancho Panda
Don Coyote e Sancho Panda (The Adventures of Don Coyote and Sancho Panda) è una serie televisiva animata statunitense del 1990, prodotta da Hanna-Barbera e Rai.
I personaggi della serie sono liberamente ispirati ai protagonisti del romanzo Don Chisciotte della Mancia di Miguel de Cervantes, pubblicato nel 1605.
In Italia è stata trasmessa su Rai 1, all'interno de La Banda dello Zecchino, nel 1992.

## Trama
Don Coyote è un cavaliere errante che viaggia di città in città compiendo vari atti eroici con l'aiuto del suo cavallo Ronzinante, del suo scudiero Sancho Panda e il sarcastico mulo di quest'ultimo, Tappo. Il gruppo intraprende battaglie nel nome della giustizia e della verità, ma le loro avventure sono quasi sempre ostacolate dalla scarsa lucidità mentale di Don Coyote, che scambia spesso oggetti quotidiani per mostri e nemici.

## Episodi
| Stagione         | Episodi | Prima TV USA | Prima TV Italia |
| ---------------- | ------- | ------------ | --------------- |
| Prima stagione   | 13      | 1990         | 1992            |
| Seconda stagione | 13      | 1991         | 1992            |

## Personaggi e doppiatori
- Don Coyote, voce originale di Frank Welker, italiana di Massimo Dapporto.
- Sancho Panda, voce originale di Don Messick, italiana di Leo Valeriano.
- Rosinante, voce originale di Brad Garrett, italiana di Norman Mozzato.
- Tappo (in originale: Dapple), voce originale di Don Messick, italiana di Renato Montanari.